# Claire Emslie
Claire Emslie (Edimburgo, Escocia; 8 de marzo de 1994) es una futbolista escocesa. Juega como delantera en el Angel City FC de la National Women's Soccer League de Estados Unidos. Es internacional con la Selección de Escocia.

## Clubes
| Club                | País           | Año             |
| ------------------- | -------------- | --------------- |
| Hibernian L.F.C.    | Escocia        | 2011 - 2013     |
| Bristol Academy WFC | Inglaterra     | 2016 - 2017     |
| Manchester City     | Inglaterra     | 2017 - 2019     |
| Orlando Pride       | Estados Unidos | 2019 - 2020     |
| Melbourne City      | Australia      | 2019 - 2020     |
| Everton             | Inglaterra     | 2020 - 2022     |
| Angel City FC       | Estados Unidos | 2022 - presente |

## Palmarés

### Títulos nacionales
| Título                     | Club             | País       | Año     |
| -------------------------- | ---------------- | ---------- | ------- |
| Copa de la Liga de Escocia | Hibernian L.F.C. | Escocia    | 2011    |
| FA Women's League Cup      | Manchester City  | Inglaterra | 2018-19 |
| Women's FA Cup             | Manchester City  | Inglaterra | 2018-19 |
| W-League                   | Melbourne City   | Australia  | 2019-20 |